# Glaucopsyche paucimaculosus
Glaucopsyche paucimaculosus är en fjärilsart som beskrevs av Shinji Kuwayama 1926. Glaucopsyche paucimaculosus ingår i släktet Glaucopsyche och familjen juvelvingar. Inga underarter finns listade i Catalogue of Life.